# مارسيلو بالومينو
مارسيلو بالومينو (بالإنجليزية: Marcelo Palomino)‏ هو لاعب كرة قدم أمريكي في مركز الوسط، ولد في 21 مايو 2001 في هيوستن في الولايات المتحدة. لعب مع Rio Grande Valley FC Toros ‏.

## وصلات خارجية
- مارسيلو بالومينو على موقع الدوري الأمريكي (الإنجليزية)
- مارسيلو بالومينو على موقع قاعدة بيانات كرة القدم.إي يو (الإنجليزية)